# Sie Fej
Sie Fej (čínsky pchin-jinem Xiè Fēi, znaky zjednodušené 谢非, tradiční 謝非; 4. listopadu 1932 – 27. října 1999) byl čínský komunistický politik, který působil v provincii Kuang-tung. V letech 1986–1988 řídil městský výbor Komunistické strany Číny v Kantonu, hlavním městě provincie, současně byl v letech 1986–1991 zástupcem tajemníka provinčního výboru KS Číny. Poté převzal vedení provinční stranické organizace (1991–1998), současně byl zvolen do politbyra ústředního výboru KS Číny (1992–1999). Od roku 1998 byl místopředsedou stálého výboru Všečínského shromáždění lidových zástupců (parlamentu).

## Život
Sie Fej se narodil 4. listopadu 1932 v okresu Lu-feng v provincii Kuang-tung, patří k národnosti Hakka. Od roku 1947 se účastnil komunistických aktivit a roku 1949 vstoupil do Komunistické strany Číny. V letech 1955–1960 působil jako funkcionář komunistické strany v okresu Lu-feng, v roce 1960 byl přeložen do časopisu Šang-jou jako redaktor. Později pracoval v aparátu jihočínského byra ÚV KS Číny, v revolučním výboru provincie Kuang-tung a v ministerstvu kultury a vzdělání kuangtungské provinční vlády.
V roce 1976 přešel do vedení časopisu Rudá vlajka. V roce 1979 byl jmenován zástupcem generálního sekretáře kuangtungského provinčního výboru KS Číny. Na XII. sjezdu KS Číny v září 1982 byl zvolen kandidátem ústředního výboru. Následujícího roku se stal generálním sekretářem tamtéž a ředitelem stranické školy v Kuang-tungu. Od roku 1986 do roku 1988 vedl stranickou organizaci v Kantonu, hlavním městě provincie Kuang-tung. V letech 1986–1991 byl také zástupcem tajemníka kuangtungského provinčního výboru KS Číny. Na XIII. sjezdu KS Číny v říjnu/listopadu 1987 byl zvolen členem ústředního výboru (znovuzvolen na sjezdech roku 1992 a 1997). Současně byl roku 1988 zvolen poslancem Všečínského shromáždění lidových zástupců (znovuzvolen 1993 a 1998).
V lednu 1991 převzal úřad tajemníka kuangtungského provinčního výboru KS Číny, tedy šéfa strany v provincii. Na XIV. sjezdu KS Číny v říjnu 1992 byl zvolen členem politbyra ÚV KS Číny. Na XV. sjezdu KS Číny v září 1997 byl znovuzvolen do politbyra.
V březnu 1998 odešel z vedení kuangtungské stranické organizace, kde ho nahradil Li Čchang-čchun. Náhradou přešel do úřadu místopředsedy stálého výboru Všečínského shromáždění lidových zástupců.
Zemřel v Kantonu 27. října 1999.